# 파파취나얼
파파취나얼(중국어 간체자: 爸爸去哪儿, 정체자: 爸爸去哪兒, 병음: Bà ba qù nǎ er 파파취나얼[*], 한자음: 파파거나아, 영어: Where Are We Going, Dad? 훼 알 위 고잉 데드[*])은 중국의 후난위성 TV에서 방영중인 리얼리티 프로그램으로, 대한민국의 텔레비전 프로그램 《아빠! 어디가?》의 중국 리메이크 작품이다.